# Hughes Springs (Teksas)
Hughes Springs je grad u američkoj saveznoj državi Teksas. Prema popisu stanovništva iz 2010. u njemu je živjelo 1.760 stanovnika.